# Calcio Catania 1988-1989
Questa voce raccoglie le informazioni riguardanti il Calcio Catania nelle competizioni ufficiali della stagione 1988-1989.

## Stagione
In questa stagione il Catania, con 34 punti, ha ottenuto il decimo posto in classifica.
Dal ritiro estivo, svolto nella località friulana di Tarvisio, l'allenatore riconfermato Bruno Pace.
I rossoazzurri erano convinti di poter disputare un campionato di vertice, ma già in Coppa Italia viene fallito il passaggio al turno successivo.

In campionato si parte male: a novembre arrivano quattro sconfitte di fila che costano il posto al tecnico Bruno Pace. La panchina passa al mister della "Primavera" Carmelo Russo, e con lui arrivano tre rinforzi: il terzino Nicolò Napoli, il portiere Enrico Nieri e ritorna dal Lecce Ennio Mastalli. 
Il 4 dicembre arriva al Cibali il Cagliari secondo in classifica che viene battuto 1-0. Si continua tra alti e bassi fuori dalla zona retrocessione. 
Il cannoniere di stagione etneo è Nicola D'Ottavio con 6 bersagli, 2 in Coppa e 4 in campionato. Fa meglio di lui solo il centrocampista Giancarlo Marini con cinque reti.

## Rosa
| N. |                   | Ruolo | Calciatore        |
| -- | ----------------- | ----- | ----------------- |
|    | Italia (bandiera) | P     | Marco Onorati     |
|    | Italia (bandiera) | P     | Enrico Nieri      |
|    | Italia (bandiera) | D     | Andrea Cuicchi    |
|    | Italia (bandiera) | D     | Nicola Garzieri   |
|    | Italia (bandiera) | D     | Mirko Mattei      |
|    | Italia (bandiera) | D     | Tommaso Napoli    |
|    | Italia (bandiera) | D     | Rosario Picone    |
|    | Italia (bandiera) | D     | Adriano Polenta   |
|    | Italia (bandiera) | D     | Massimo Tarantino |
|    | Italia (bandiera) | D     | Attilio Tesser    |
|    | Italia (bandiera) | C     | Sergio Casilli    |
|    | Italia (bandiera) | C     | Giancarlo Marini  |

| N. |                   | Ruolo | Calciatore             |
| -- | ----------------- | ----- | ---------------------- |
|    | Italia (bandiera) | C     | Massimiliano Maddaloni |
|    | Italia (bandiera) | C     | Ennio Mastalli         |
|    | Italia (bandiera) | C     | Pietro Puzone          |
|    | Italia (bandiera) | C     | Maurizio Raise         |
|    | Italia (bandiera) | C     | Alfio Maurizio Romeo   |
|    | Italia (bandiera) | C     | Romolo Rossi           |
|    | Italia (bandiera) | C     | Giuseppe Scienza       |
|    | Italia (bandiera) | A     | Carlo Borghi           |
|    | Italia (bandiera) | A     | Nicola D'Ottavio       |
|    | Italia (bandiera) | A     | Fabrizio Del Rosso     |
|    | Italia (bandiera) | A     | Nunzio Dario Di Dio    |
|    | Italia (bandiera) | A     | Nicola Palermo         |

## Risultati

### Serie C1

#### Girone di andata
| Foggia 11 settembre 1988 1ª giornata | Foggia          | 0 – 0 | Catania | Stadio Pino Zaccheria\| Arbitro: \| Fucci (Salerno) \| |
| Arbitro:                             | Fucci (Salerno) |       |         |                                                        |

| Catania 18 settembre 1988 2ª giornata | Catania         | 0 – 0 | Casertana | Stadio Cibali\| Arbitro: \| Bettin (Padova) \| |
| Arbitro:                              | Bettin (Padova) |       |           |                                                |

| Arbitro: | Mughetti (Cesena) |

|                              |           |  |
| Polenta 11’ (aut.) Serra 66’ | Marcatori |  |

| Arbitro: | Mantovani (Genova) |

|                         |           |              |
| Tarantino 3’ Marini 55’ | Marcatori | 22’ Perrotti |

| Francavilla al Mare 9 ottobre 1988 5ª giornata | Francavilla     | 0 – 0 | Catania | Stadio Valle Anzuca\| Arbitro: \| Braschi (Prato) \| |
| Arbitro:                                       | Braschi (Prato) |       |         |                                                      |

| Arbitro: | Lombardi (La Spezia) |

|               |           |  |
| D'Ottavio 78’ | Marcatori |  |

| Arbitro: | Girotti (Bologna) |

|               |           |  |
| Mandressi 88’ | Marcatori |  |

| Catania 30 ottobre 1988 8ª giornata | Catania       | 0 – 0 | Giarre | Stadio Cibali\| Arbitro: \| Rosica (Roma) \| |
| Arbitro:                            | Rosica (Roma) |       |        |                                              |

| Arbitro: | Benazzoli (Bassano del Grappa) |

|                         |           |  |
| Viscido 33’ Berardi 87’ | Marcatori |  |

| Arbitro: | Russo (Chieti) |

|  |           |               |
|  | Marcatori | 33’ Valentini |

| Arbitro: | Arcangeli (Terni) |

|                 |           |  |
| Impagliazzo 42’ | Marcatori |  |

| Arbitro: | Introvigne (Conegliano) |

|             |           |  |
| Dondoni 85’ | Marcatori |  |

| Arbitro: | De Angelis (Civitavecchia) |

|                      |           |  |
| D'Ottavio 89’ (rig.) | Marcatori |  |

| Arbitro: | Bettin (Padova) |

|             |           |            |
| Martini 12’ | Marcatori | 52’ Marini |

| Arbitro: | Rocchi (Roma) |

|               |           |             |
| D'Ottavio 50’ | Marcatori | 74’ Tentoni |

| Trapani 31 dicembre 1988 16ª giornata | Palermo         | 0 – 0 | Catania | Stadio Polisportivo Provinciale\| Arbitro: \| Fiori (Ravenna) \| |
| Arbitro:                              | Fiori (Ravenna) |       |         |                                                                  |

| Arbitro: | Ceccarelli (Ciampino) |

|                                                  |           |  |
| Marini 32’ Di Dio 46’, 77’ Borghi 70’ Tesser 75’ | Marcatori |  |

#### Girone di ritorno
| Catania 15 gennaio 1989 18ª giornata | Catania              | 0 – 0 | Foggia | Stadio Cibali\| Arbitro: \| Lombardi (La Spezia) \| |
| Arbitro:                             | Lombardi (La Spezia) |       |        |                                                     |

| Arbitro: | Braschi (Prato) |

|              |           |  |
| Clementi 14’ | Marcatori |  |

| Arbitro: | Rosica (Roma) |

|             |           |           |
| Polenta 78’ | Marcatori | 22’ Serra |

| Pesaro 12 febbraio 1989 21ª giornata | Vis Pesaro                       | 0 – 0 | Catania | Stadio Tonino Benelli\| Arbitro: \| Colbertaldo (Bassano del Grappa) \| |
| Arbitro:                             | Colbertaldo (Bassano del Grappa) |       |         |                                                                         |

| Catania 19 febbraio 1989 22ª giornata | Catania                     | 0 – 0 | Francavilla | Stadio Cibali\| Arbitro: \| Cinciripini (Ascoli Piceno) \| |
| Arbitro:                              | Cinciripini (Ascoli Piceno) |       |             |                                                            |

| Sassari 5 marzo 1989 23ª giornata | Torres          | 0 – 0 | Catania | Stadio Acquedotto\| Arbitro: \| Fiori (Ravenna) \| |
| Arbitro:                          | Fiori (Ravenna) |       |         |                                                    |

| Arbitro: | Chiesa (Livorno) |

|              |           |  |
| R. Rossi 52’ | Marcatori |  |

| Giarre 19 marzo 1989 25ª giornata | Giarre                     | 0 – 0 | Catania | Stadio Regionale\| Arbitro: \| De Angelis (Civitavecchia) \| |
| Arbitro:                          | De Angelis (Civitavecchia) |       |         |                                                              |

| Arbitro: | Introvigne (Conegliano) |

|                                          |           |                                |
| Borghi 19’, 64’ Marini 24’ D'Ottavio 58’ | Marcatori | 26’ Monti 62’ Cardaio 85’ Ambu |

| Perugia 9 aprile 1989 27ª giornata | Perugia               | 0 – 0 | Catania | Stadio Renato Curi\| Arbitro: \| Ceccarelli (Ciampino) \| |
| Arbitro:                           | Ceccarelli (Ciampino) |       |         |                                                           |

| Arbitro: | Conocchiari (Macerata) |

|                    |           |           |
| Polenta 40’ (rig.) | Marcatori | 25’ Tappi |

| Arbitro: | Curotti (Piacenza) |

|            |           |  |
| Tesser 23’ | Marcatori |  |

| Arbitro: | Bizzarri (Ferrara) |

|                                      |           |  |
| G. Coppola 72’ (rig.) Bernardini 86’ | Marcatori |  |

| Catania 14 maggio 1989 31ª giornata | Catania             | 0 – 0 | Monopoli | Stadio Cibali\| Arbitro: \| Scaramuzza (Mestre) \| |
| Arbitro:                            | Scaramuzza (Mestre) |       |          |                                                    |

| Arbitro: | G. Baldas (Trieste) |

|  |           |                    |
|  | Marcatori | 23’ (rig.) Polenta |

| Arbitro: | Merlino (Torre del Greco) |

|            |           |              |
| Marini 36’ | Marcatori | 76’ Manicone |

| Arbitro: | Lombardi (La Spezia) |

|               |           |            |
| Incarbona 15’ | Marcatori | 28’ Di Dio |

### Coppa Italia

#### Girone W
| Giarre 21 agosto 1988 1ª giornata | Giarre          | 2 – 0 A tav. | Catania | Stadio Regionale\| Arbitro: \| Forte (Marsala) \| |
| Arbitro:                          | Forte (Marsala) |              |         |                                                   |

| Arbitro: | Scarcelli (Cosenza) |

|                 |           |                            |
| Marino 43’, 76’ | Marcatori | 28’ Garzieri 67’ Del Rosso |

| Arbitro: | Bencivenga (Frattamaggiore) |

|            |           |             |
| Pincio 54’ | Marcatori | 43’ Palermo |

| Arbitro: | Ceccarelli (Ciampino) |

|             |           |  |
| Scienza 13’ | Marcatori |  |

| Arbitro: | Arena (Ercolano) |

|                                    |           |  |
| D'Ottavio 36’ (rig.) Maddaloni 64’ | Marcatori |  |

| Arbitro: | Morello (Ragusa) |

|                          |           |            |
| D'Ottavio 20’ Tesser 59’ | Marcatori | 51’ Tabita |

## Statistiche

### Statistiche di squadra
| Competizione            | Punti | In casa | In casa | In casa | In casa | In casa | In casa | In trasferta | In trasferta | In trasferta | In trasferta | In trasferta | In trasferta | Totale | Totale | Totale | Totale | Totale | Totale | DR  |
| Competizione            | Punti | G       | V       | N       | P       | Gf      | Gs      | G            | V            | N            | P            | Gf           | Gs           | G      | V      | N      | P      | Gf     | Gs     | DR  |
| ----------------------- | ----- | ------- | ------- | ------- | ------- | ------- | ------- | ------------ | ------------ | ------------ | ------------ | ------------ | ------------ | ------ | ------ | ------ | ------ | ------ | ------ | --- |
| Serie C1                | ..    | .       | .       | .       | .       | ..      | ..      | .            | .            | .            | .            | ..           | .            | ..     | ..     | .      | .      | ..     | ..     | +.. |
| Coppa Italia di Serie C | ..    | .       | .       | .       | .       | ..      | ..      | .            | .            | .            | .            | ..           | .            | ..     | ..     | .      | .      | ..     | ..     | +.. |
| Totali                  | ..    | .       | .       | .       | .       | ..      | ..      | .            | .            | .            | .            | ..           | .            | ..     | ..     | .      | .      | ..     | ..     | +.. |

### Statistiche dei giocatori
| Giocatore | Serie A  | Serie A |
| Giocatore | Presenze | Reti    |
| --------- | -------- | ------- |
| . Cognome | 0        | 0       |
| . Cognome | 0        | 0       |
| . Cognome | 0        | 0       |